# 56 Samodzielna Gwardyjska Brygada Powietrznodesantowa

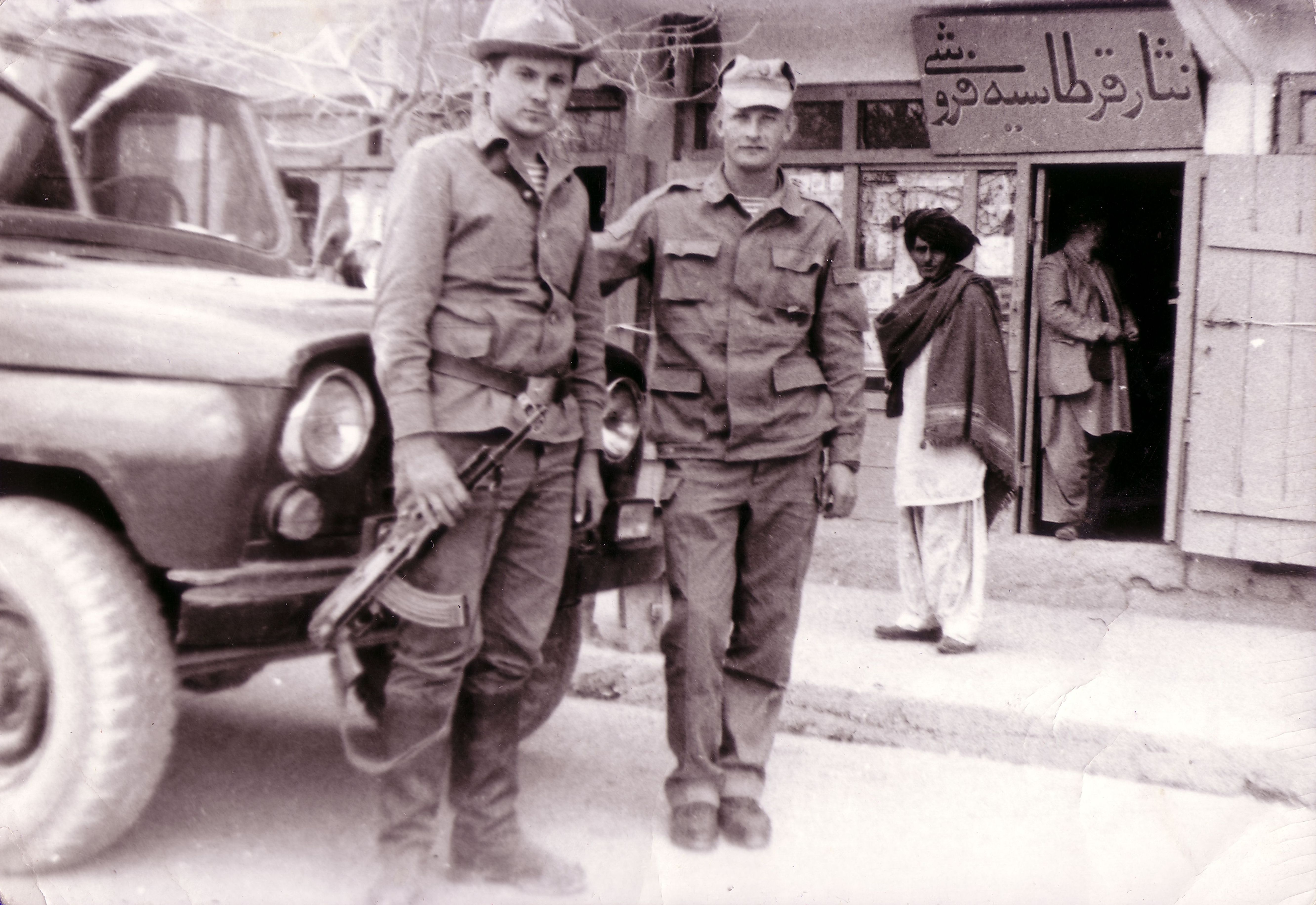
Żołnierze brygady w Afganistanie (1987)

56 Samodzielna Gwardyjska Brygada Powietrznodesantowa Orderów Kutuzowa i Wojny Ojczyźnianej (ros. 56-я отдельная гвардейская десантно-штурмовая бригада, w skrócie 56. гв. овдбр) – samodzielny związek taktyczny kolejno Armii Czerwonej, Armii Radzieckiej, a od 1991 Sił Zbrojnych Federacji Rosyjskiej.

## Ostatnie przekształcenia
W 1997 przekształcona w 56 Gwardyjski Pułk Powietrznodesantowy Orderów Kutuzowa i Wojny Ojczyźnianej. W lipcu 1998 na mocy rozporządzenia Ministra Obrony Narodowej Federacji Rosyjskiej w związku ze wznowieniem budowy elektrowni jądrowej jednostka została przeniesiona do Kamyszyna w obwodzie wołgogradzkim.
1 maja 2009 pułk ponownie stał się 56 Samodzielną Gwardyjską Brygadą Powietrznodesantową Orderów Kutuzowa i Wojny Ojczyźnianej. 1 lipca 2010 przeniosła się do kolejnego kraju. Od sierpnia 2014 dowódcą brygady jest Aleksandr Chusajnowicz Walitow.